# پیرمحمدشاه
پیرمحمدشاه، روستایی از توابع بخش فیروزآباد شهرستان سلسله در استان لرستان ایران است. زبان مردم این روستا لری به گویش لکی است.

## جمعیت
این روستا در دهستان فیروزآباد قرار دارد و بر اساس سرشماری مرکز آمار ایران در سال ۱۳۹۵، جمعیت آن ۵۰۸ نفر بوده که ۲۶۴ نفر مرد و ۲۴۴ نفر زن بوده‌اند. این در حالی است که جمعیت این روستا در مقایسه با سرشماری سال ۱۳۸۵، ۳۳ نفر کاهش داشته‌است! روستا پیرمحمدشاه دارای ۱۴۳ خانوار است.